# Халим, Юра
Пенгиран Мухаммад Юсуф бин Абдул Рахим (англ. Pengiran Muhammad Yusuf bin Abdul Rahim; 2 мая 1923, Тутонг, протекторат Бруней — 11 апреля 2016) — брунейский государственный деятель и поэт, главный министр Брунея (1967—1972).

## Биография
В 1940-х гг. окончил училище Султана Идриса в Пераке, повышал навыки в японском языке сначала в Сараваке, затем в Международной школе Kokusai Gakuyukai в Токио (1944) и Университете Хиросимы (1945). В этот период пережил атомную бомбардировку Хиросимы. В 1954 г. в британском Техническом колледже Южного Девона прошел обучение в области общественного и социального управлению.
В послевоенное время работал учителем в Малайской школе Куала-Белите.
Являлся последним остававшимся в живых членом комитета, созданного в 1953 г. султаном Омаром Али Сайфуддином III для подготовки Конституции, принятой в 1959 г.
Его карьера на государственной службе началась в 1957 г. в качестве чиновника в Министерстве информации, с 1962 по 1964 гг. работал на должности заместителя государственного секретаря и директора по телерадиовещанию и информации. В 1964 г. был назначен государственным секретарем Брунея. В 1965 г. утвержден на посту исполняющего обязанности Главного министра Брунея.
С 1967 по 1972 г. он занимал должность Главного министра Брунея. В 1973 г. покинул государственную службу.
В 1995—2001 гг. — Верховный комиссар (посол) Брунея в Малайзии, 2001—2002 гг. — посол в Японии.
В период между работой на государственной службе работал в частном бизнесе. Был заместителем председателя QAF Brunei Sdn Bhd, головной компанией Brunei Press Sdn Bhd, играл ведущую роль в создании Media Permata, одной из ведущих газет в Брунее.
До конца жизни был членом парламента Брунея.
Являлся автором текста государственного гимна Брунея.
Как писатель был отмечен рядом наград, например, SEA Write Award, премией султана Хаджи Омара Али Саифуддена. Являлся почетным доктором Университета Бруней-Даруссалама и Почетной Религиозной Премией Брунея-Даруссалама. В 2013 г. Университет Хиросимы присвоил ему должность почетного доктора за укрепление отношений между Японией и Брунеем.